# The Phantom Foe
The Phantom Foe er en amerikansk stumfilm fra 1920 af Bertram Millhauser.

## Medvirkende
- Warner Oland som Leo Selkirk
- Juanita Hansen som Janet Dale
- Wallace McCutcheon Jr. som Steve Roycroft
- William Bailey som Bob Royal
- Nina Cassavant som Esther
- Tom Goodwin som Jeremiah Dale
- Harry Semels som Foe
- Joe Cuny som Andre Renoir
- Al Franklin Thomas